# WTA Tour Championships 2005
Il WTA Tour Championships 2005 è stato un torneo di tennis che si è giocato al Staples Center di Los Angeles negli USA dall'8 al 13 novembre su campi in cemento. È stata la 35ª edizione del torneo di fine anno di singolare, la 30a del torneo di doppio. Il Masters femminile ha visto in campo a partire le migliori otto giocatrici della stagione.

## Campionesse

### Singolare
Amélie Mauresmo ha battuto in finale  Mary Pierce con il punteggio di 5–7, 7–6, 6–4

### Doppio
Lisa Raymond /  Samantha Stosur hanno battuto in finale  Cara Black /  Rennae Stubbs con il punteggio di 6(5)–7, 7–5, 6–4